# Adam Dutkiewicz
Adam Jonathan Dutkiewicz (ur. 4 kwietnia 1977) – amerykański muzyk polskiego pochodzenia.

## Kariera
Pierwotnie wraz z bratem Tobiasem utworzył grupę muzyczną około 1994/1995. Został absolwentem Berklee College of Music w Bostonie. Stworzył grupę Aftershock, grającą metalcore (wraz z nim w składzie był też jako wokalista jego brat Tobias, perkusista Tom Gomes, gitarzysta rytmiczny Joel Stroetzel). W zespole grał na gitarze, aczkolwiek podczas koncertów zdarzało się, że przejmował obowiązki perkusisty. Po rozwiązaniu Aftershock oraz likwidacji zespołu Overcast narodził się zespół Killswitch Engage w 1998. W jego ramach objął rolę gitarzysty w metalcore'owym zespole Killswitch Engage (początkowo grał także na perkusji – do albumu Alive or Just Breathing). Przez lata gry w formacji wypełniał też funkcję wokalisty wspierającego oraz producenta płyt.
Obok tego został też inżynierem dźwięku oraz producentem dla wielu zespołów. Oprócz produkcji albumów KsE zajmował się produkcją albumów innych zespołów (m.in. As I Lay Dying). Jako producent podjął pracę w Zing Recording Studios w Westfield, w stanie Massachusetts. W 2005 wraz z muzykami grupy Unearth, gitarzystą Kenem Susim oraz byłym perkusistą Derekiem Kerswillem, supergrupę rockową pod nazwą Burn Your Wishes. Wydała ona split wspólnie z zespołem The Awards, zaś w 2010 przygotowywała album studyjny.
W 2008 powstał projekt muzyczny pod nazwą Times of Grace, założony przez Adama Dutkiewicza i Jessego Leacha, wokalisty Killswitch Engage (obaj są wieloletnimi przyjaciółmi). 18 stycznia 2011 miała miejsce premiera debiutanckiego albumu grupy, zatytułowanego The Hymn of a Broken Man. Po dziesięciu latach 16 lipca 2021 premierę miał drugi album grupy zatytułowany Songs of Loss and Separation. Duet twórców zdecydował się na wydanie drugiego albumu sposobem niezależnym w ramach założonej przez siebie wytwórni Wicked Good Records.
Latem 2011 Dutkiewicz wyjawił informację o nowym projekcie muzycznym, który tworzy razem z perkusistą grupy The Black Dahlia Murder (Shannon Lucas) oraz wokalistą zespołu Cannibal Corpse (George „Corpsegrinder” Fisher).

## Instrumentarium
Adam gra na gitarze „Parker Adam Dutkiewicz Signature Fly Deluxe” (DragonFly) z przystawkami EMG oraz gitarze Caparison PLM-3 z przystawkami EMG 81/85 combo. Na swojej gitarze Caparison polecił uwiecznić obraz pizzy.

## Styl
Wśród jego idoli gitarowych są: Eddie Van Halen, Angus Young. Po latach przyznał, że nauka wyniesiona ze studiów w uczelni muzycznej niekoniecznie wnosi cokolwiek do jego twórczości w KsE, jako że pisze utwory  polegając na swoim wnętrzu i umyśle. Muzyk jest znany z żartobliwego zachowania oraz wypowiedzi na scenie podczas koncertów (m.in. ekscentryczny ubiór, fikołki na scenie, ćwiczenie pompek, żarty z członków zespołu).

## Życie prywatne
Dziadkowie muzyka byli rdzennymi Polakami. Według relacji Trevora Phippsa z 2011 Dutkiewicz często podkreśla o swoim polskim pochodzeniu, gałęziach swojej rodziny i polskiej kuchni. Jak sam przyznał, uwielbia pierogi, nie zna jednak języka polskiego w stopniu pozwalającym na porozumiewanie się. Zna kilka polskich zwrotów za sprawą dziadków, a kilka nowych pojawiło się w jego słownictwie po 1 listopada 2002 roku, kiedy to Killswitch Engage razem z 36 Crazyfists dali koncert w warszawskiej Proximie (był to jedyny jak dotąd koncert zespołu w Polsce).
Adam ma siostrę Beckę (pełne imię Rebecca) Dutkiewicz, która udzieliła gościnnie swojego głosu (obok Philipa Labonte z All That Remains) na albumie Killswitch Engage Alive or Just Breathing, brata Tobiasa (który był wokalistą w grupie Aftershock) oraz jeszcze jedną siostrę o imieniu Katelyn.
Od wielu lat był entuzjastą teleturnieju telewizyjnego The Price Is Right. Wystąpił w jego odcinku wyemitowanym 10 lutego 2015 na antenie stacji CBS, w którym wygrał nagrody na sumę 51 832 dolarów. Zamieszkał w Kalifornii.

## Dyskografia

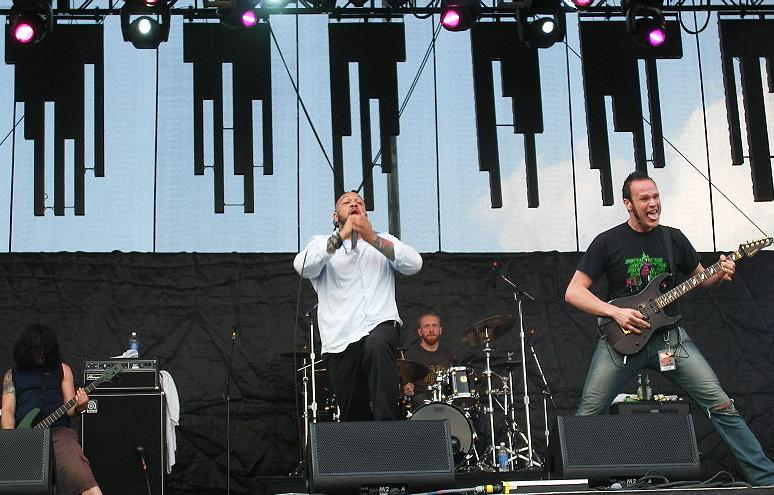
Adam Dutkiewicz (po prawej). W środku Howard Jones (2007).

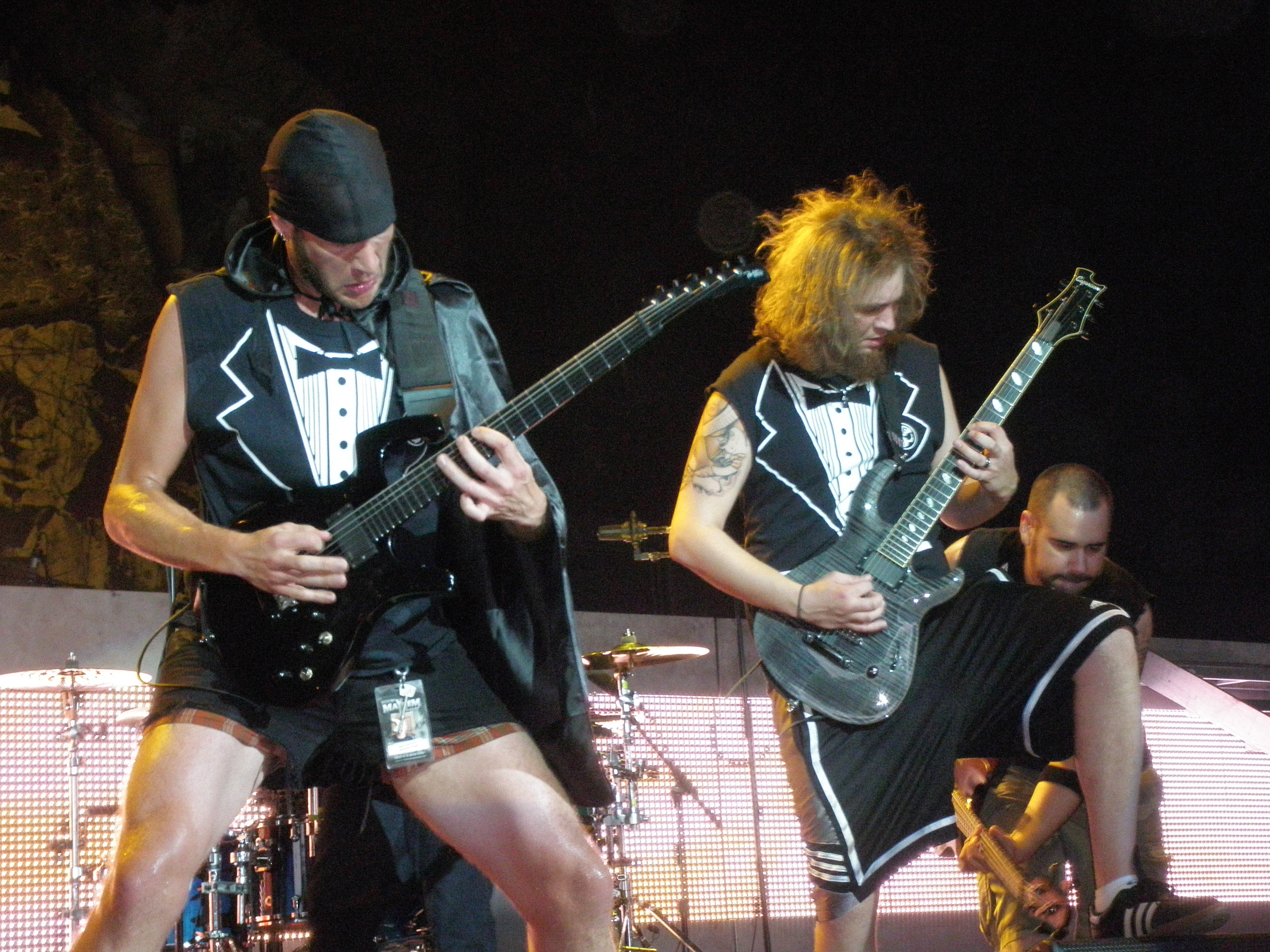
Adam Dutkiewicz (z lewej). Po prawej Joel Stroetzel (2009)

### Albumy studyjne
- Killswitch Engage – Killswitch Engage (2000)
- Killswitch Engage – Alive or Just Breathing (2002)
- Killswitch Engage – The End of Heartache (2004)
- Killswitch Engage – As Daylight Dies (2006)
- Killswitch Engage – Killswitch Engage (2009)
- Burn Your Wishes – Burn Your Wishes Split w/ The Awards
- Times of Grace – The Hymn of a Broken Man (2011)
- Killswitch Engage – Disarm the Descent (2013)
- Killswitch Engage – Incarnate (2016)
- Killswitch Engage – Atonement (2019)
- Killswitch Engage – Songs of Loss and Separation (2021)
- Killswitch Engage – This Consequence (2025)

### Producent muzyczny / inżynier dźwięku
- The Acacia Strain – ... And Life is Very Long (2002)
- The Acacia Strain – 3750 (2004)
- The Acacia Strain – The Dead Walk (2006)
- The Agony Scene – The Agony Scene (2003)
- Aftershock – Through the Looking Glass (200)
- All That Remains – Behind Silence and Solitude (2002)
- All That Remains – This Darkened Heart (2004)
- All That Remains – The Fall of Ideals (2006)
- All That Remains – For We Are Many (2010)
- All That Remains – A War You Can Not Win (2012)
- Arma Angelus – Where Sleeplessness is Rest From Nightmares (2001)
- As I Lay Dying – An Ocean Between Us (2007)
- As I Lay Dying – The Powerless Rise (2010)
- As I Lay Dying – Decas (2011)
- August Burns Red – Thrill Seeker (2005)
- Austrian Death Machine – Total Brutal (2009)
- Caliban – The Awakening (2007)
- Caliban – Say Hello to Tragedy (2009)
- Cannae – Horror
- Every Time I Die – Last Night In Town (2001)
- From Autumn to Ashes – Too Bad You’re Beautiful (2001)
- He Is Legend – I Am Hollywood (2004)
- Johnny Truant – In the Library of Horrific Events (2005)
- Mychildren Mybride – Unbreakable (2008)
- Norma Jean – Bless the Martyr and Kiss the Child (2002)
- Parkway Drive – Killing with a Smile 2005)
- Parkway Drive – Horizons (2007)
- Phillip The Driver – Your Shits Weak (Debut Full Length)
- Shadows Fall – Somber Eyes to the Sky (1998)
- Shadows Fall – Fire from the sky (2012)
- Underoath – Define the Great Line (2006)
- Underoath – Lost in the Sound of Separation (2008)
- Unearth – The Stings of Conscience (2001)
- Unearth – Endless (2004)
- Unearth – The Oncoming Storm (2006)
- Unearth – The March (2008)
- Unearth – Darkness in the Light (2011)[23]